# Dị ứng hạt cây
Dị ứng hạt cây là một quá mẫn cảm với các chất dinh dưỡng từ hạt cây và hạt cây ăn được gây ra sự phản ứng quá mức của hệ thống miễn dịch có thể dẫn đến các triệu chứng thể chất nghiêm trọng. Các loại hạt cây bao gồm, nhưng không giới hạn,hạnh nhân, đều Brazil, đào lộn hột, hạt dẻ, hạt phỉ, hạt Mắc-ca, hồ đào, quả hồ trăn, hạt thông, hạt mỡ và quả óc chó.
Dự phòng bằng cách tránh ăn các loại quả hạch hoặc thực phẩm có chứa các thành phần của chúng, và điều trị kịp thời nếu tình huống xảy ra. Việc tránh ăn phải khá phức tạp vì việc tuyên bố sự hiện diện của một lượng nhỏ các chất gây dị ứng trong thực phẩm là không bắt buộc ở bất kỳ quốc gia nào, ngoại trừ Brazil.
Dị ứng hạt cây khác biệt với dị ứng đậu phộng, vì đậu phộng là legume, trong khi hạt cây là một hạt cứng.

## Nguyên nhân
Những người dị ứng với hạt cây ít khi bị dị ứng với chỉ một loại hạt và do đó thường được khuyên nên tránh tất cả các loại hạt cây,
mặc dù một cá nhân có thể không bị dị ứng với các loại hạt của tất cả các loài cây.
Người dị ứng với quả óc chó hoặc hồ đào có thể không bị dị ứng với hạt điều hoặc quả hồ trăn bởi vì hai nhóm chỉ liên quan đến nhau và không nhất thiết phải cùng liên quan đến các protein gây dị ứng.

## Chẩn đoán
Thử nghiệm dị ứng hoặc ăn một lượng có thể được thực hiện tại phòng khám dị ứng để xác định các chất gây dị ứng chính xác.